# Isabelle Ganz
Pour les articles homonymes, voir Ganz.
Isabelle Ganz est une actrice, metteuse en scène et directrice artistique française née le 20 mars 1955.
Spécialisée dans le doublage, elle est connue pour être la voix de Zia dans Les Mystérieuses Cités d'or.

## Biographie
Formée aux cours Jean-Laurent Cochet et Odette Laure, Isabelle Ganz partage sa carrière depuis les années 1980 entre le théâtre, le cirque, le cinéma, la télévision, la radio et le doublage.
Elle écrit d’abord pour le café-théâtre avec Pauline Daumale des sketches qu’elles joueront ensemble.
Elle écrit également et met en scène plusieurs spectacles pour le Cirque Pauwels, auxquels elle participe en tant que clown, ainsi que pour le Cirque de Paris. Parallèlement, plusieurs de ses pièces seront lues à la Société des auteurs et compositeurs dramatiques et dans différents théâtres parisiens.
Elle a fait partie pendant cinq ans de l’équipe d’auteurs du Théâtre à la carte.
Elle participe en 2021 à l'écriture du spectacle La Cathédrale de paille, récit de la vie d'un village du centre de la France pendant la guerre de 1870. Elle apporte notamment à cette création une évocation de la guerre à partir de textes de George Sand et de Victor Hugo. Cette pièce est jouée en 2021 à l'église d'Artins (Loir-et-Cher) puis en 2022 au théâtre de Châteaudun] (Eure-et-Loir).

## Filmographie

### Cinéma

#### Longs métrages
- 1973 : Pleure pas la bouche pleine de Pascal Thomas : Geneviève
- 1974 : Sweet Movie de Dušan Makavejev
- 1974 : Impossible... pas français de Robert Lamoureux
- 1978 : Le Dossier 51 de Michel Deville : l'Allumeuse
- 1980 : Mon oncle d'Amérique d'Alain Resnais : Josyanne

#### Courts métrages
- 1977 : Aller-retour de Monique Enckell : la vendeuse

### Télévision
- 1975 : Un changement de saison (téléfilm) de Jacques Krier : Doune
- 1977 : Messieurs les jurés (L'affaire Vilquier) de Jacques Krier : Lucette Martin
- 1978 : Un ours pas comme les autres (Mini série) : Une comédienne
- 1978 : Allégra (téléfilm) de Michel Wyn : Odette
- 1979 : Le journal (Mini série)
- 1979 : Le Cadran solaire (téléfilm) de Michel Wyn : Maryvonne
- 1982 : La Rescousse (téléfilm) de Jacques Krier : Germaine
- 1982 : l'Usine (téléfilm) de Jacques Krier : une ouvrière
- 1982 : l'Amour sage (téléfilm) de Youri : Françoise[1]
- 1982 : La Feuille à l'envers (téléfilm) de Jacques Krier : Joëlle
- 1984 : Escalier B, porte 4 (téléfilm) d'Alain Franck : Evelyne Paroy
- 1989 : Orages d'été (Feuilleton) de Jean Sagols : Marie Jo
- 1990 : Tribunal (Un après-midi de chien) de Dominique Masson : Marie-Jeanne Pequeur[1]

## Théâtre

### Comédienne
- 1971 : Le Mystère de la charité de Jeanne d'Arc de Charles Péguy, mise en scène Robert Marcy, tournée
- 1973-1974 : L'Hôtel du libre échange de Georges Feydeau, mise en scène Jean-Laurent Cochet, Théâtre Marigny
- 1974 : La Polka de Patrick Modiano, mise en scène Jacques Mauclair, Théâtre du Gymnase
- 1977 : Le Malade imaginaire de Molière, Connaissance des Classiques, Théâtre des Bouffes-Parisiens[1]
- 1980 : Les Fourberies de Scapin de Molière, Compagnie spectacles point rouge, Théâtre de l'Atelier, Théâtre de la Porte-Saint-Martin[1]
- 1987 : Les Innocentines de René de Obaldia, mise en scène Jean-Renaud Garcia, Théâtre Montansier
- 2010 : Permission de jardin d'Isabelle Ganz, mise en scène Jean-Pierre Davernon,	La Manufacture des Abbesses

### Auteure
- 2010 : Permission de jardin, mise en scène Jean-Pierre Davernon,	La Manufacture des Abbesses

### Productrice spectacle de cirque
- 1982 : Orient Express Rock de Sapho, Théâtre de la Gaîté
- 1986 : Robin des Bois et les saltimbanques, Cirque Pauwels, tournée
- 1987 : IIIe Gala de la Médecine, Cirque d’Hiver
- 1988 : IVe Gala de la Médecine, Cirque d’Hiver
- 1998 : Spectacle du Cirque de Paris
- 2003 : Cirque Romanès : le mariage gitan, Parc de la Villette, Espace Chapiteaux,
- 2004 : Cirque & Poésie, Sens et Région parisienne

## Doublage

### Cinéma

#### Films
- Sharon Stone dans :
  - Allan Quatermain et les Mines du roi Salomon (1985) : Jesse Huston
  - Allan Quatermain et la Cité de l'or perdu (1986) : Jesse Huston
- Mary Stuart Masterson dans :
  - Famille immédiate (1989) : Lucy Moore
  - Beignets de tomates vertes (1991) : Idgie Threadgoode
- Polly Walker dans : 
  - Jeux de guerre (1992) : Annette
  - Le Choc des Titans (2010) : Cassiopée
- 1976 : Une fille pour le diable : Catherine (Nastassja Kinski)
- 1978 : Furie : Kristen (Rutanya Alda)
- 1985 : Dangereusement vôtre : Jenny Flex (Alison Doody)
- 1985 : St. Elmo's Fire : Dale Biberman (Andie MacDowell)
- 1985 : School Girls : Lynne Stone (Helen Hunt)
- 1988 : Les Liaisons dangereuses : Cécile de Volanges (Uma Thurman)
- 1988 : Working Girl : Cynthia (Joan Cusack)
- 1990 : Hamlet : Ophelia (Helena Bonham Carter)
- 1991 : L.A. Story : SanDeE* (Sarah Jessica Parker)
- 1992 : Twin Peaks: Fire Walk with Me : Laura Palmer (Sheryl Lee)
- 1994 : Léon : la belle-mère de Mathilda (Ellen Greene)
- 1996 : Broken Arrow de John Woo : Terry Carmichael (Samantha Mathis)
- 1997 : Menteur, menteur : Audrey Reed (Maura Tierney)
- 1999 : Collège Attitude : Anita Olesky (Molly Shannon)
- 2000 : The Watcher : Secretaire de Campbell (Quinn Yancy)
- 2002 : Jeux pervers : Katie (Lori Heuring)
- 2010 : Buried : Rebecca Browning (Warner Loughlin)[3]

#### Films d'animation
- 1952 : La Belle et la Bête[4] : Nastja (1er Doublage)
- 1957 : La Reine des Neiges : Gerda (1er Doublage)
- 1986 : Fievel et le Nouveau Monde : Bridget
- 1987 : La Cité Interdite : Makie (2e Doublage)
- 1995 : Toy Story : Mme Davis
- 1999 : Toy Story 2 : Mme Davis
- 2010 : Toy Story 3 : Mme Davis
- 2015 : Vice-Versa : L'institutrice dans le rêve de Riley
- 2019 : Toy Story 4 : Mme Davis

### Télévision

#### Téléfilms
- 2007 : Telle mère, telle fille : Dawna Wilkins (Michelle Stafford)
- 2008 : Un raisin au soleil (en) : Ruth Younger (Audra McDonald)
- 2015 : Une rentrée qui tourne mal : Melissa Taylor (Sarah-Jane Redmond)
- 2021 : Amour, star et beauté : Alice Hamlin (Linda Dano (en))
- 2023 : Le Déshonneur d'une Miss : Rebecca Bordeaux (Sallie Glaner)

#### Séries télévisées
- Merrin Dungey dans :
  - Alias (2001-2003 / 2006) : Francie Calfo/Allison Doren (47 épisodes)
  - Summerland (2004-2005) : Susannah Rexford (26 épisodes)
  - Boston Justice (2007) : Sandy Zionts (saison 3, épisode 11)
  - Grey's Anatomy (2007) : Dr Naomi Bennett #1 (saison 3, épisodes 22 et 23)
  - Brooklyn Nine-Nine (2014-2015) : Sharon Jeffords (5 épisodes)
- Kim Rhodes dans :
  - La Vie de palace de Zack et Cody (2005-2008) : Carey Martin (87 épisodes)
  - La Vie de croisière de Zack et Cody (2008-2011) : Carey Martin (4 épisodes)
  - Supernatural (2010-2020) : le shérif Jody Mills (19 épisodes)
  - Normal Street (en) (2014-2016) : Vicki Bowen (10 épisodes)
- Laurie Metcalf dans :
  - Roseanne (1988-1997) : Jackie Harris (221 épisodes)
  - Desperate Housewives (2006) : Carolyn Bigsby (saison 3, 4 épisodes)
  - Les McCarthy (2014-2015) : Marjorie McCarthy (14 épisodes)
- Audra McDonald dans :
  - Grey's Anatomy (2007) : Dr Naomi Bennett #2 (saison 5, épisode 15)
  - Private Practice (2007-2013) : Dr Naomi Bennett #2 (77 épisodes)
- Cyndi Lauper dans :
  - Bones (2009-2017) : Avalon Harmonia (5 épisodes)
  - Dolores Roach (en) (2023) : Ruthie
- Molly Shannon dans :
  - Divorce (2016-2019) : Diane (24 épisodes)
  - The White Lotus (2021) : Kitty Patton (saison 1, épisodes 4 et 5)
- Angela Alvarado : Delia Flores dans Le Cartel
- Joely Fisher : Paige Clark dans Ellen
- T'Keyah Crystal Keymah : Tanya Baxter dans Phénomène Raven
- Yvonne Hornack : Peggy Refrath dans Le Destin de Bruno
- Jennilee Harrison : Jamie Ewing-Barnes dans Dallas
- Lindsay Frost : Maggie Warner dans Preuve à l'appui
- depuis 1994 : Les Feux de l'amour : Phyllis Summers (Michelle Stafford #1 #4, Sandra Nelson #2 et Gina Tognoni #3)
- 2015-2017 : Red Oaks : Fay Getty (Gina Gershon)
- 2021 : Larry et son nombril : Irma Kostroski (Tracey Ullman)
- 2023 : Luden : Les Rois du quartier rouge (de) : ? (?)
- 2023-2024 : La Créature de Kyŏngsŏng : Mme Nawol (Kim Hae-sook)
- 2024 : Las Azules : Luz (Rosa María Bianchi (es))

#### Séries d'animation
- 1972-1974 : Mazinger Z : Sigoya (2e Voix, à partir l'épisode 11)
- 1975 : Mafalda : Susanita
- 1976-1978 : Candy : Soeur Maria
- 1982-1983 : Les Mystérieuses Cités d'or : Zia
- 1984 : Cathy la petite fermière : Sophia
- 1985-1986 : Jayce et les Conquérants de la Lumière : Flo (Voix de remplacemnt : épisode 10, 24 et 49)
- 1987-1989 : Gwendoline : Sophie
- 1989-1990 : S.O.S Polluards[5] : Miss Docteur, Tchic et Lafrousse
- 1991-1994 : Doug : Judy Fripon (saisons 1 à 4) et Ned Cauphee
- 1996 : Couacs en vrac : Nelly le dragon (épisode 15)
- 1996-1998 : Le Livre de la Jungle, souvenirs d'enfance : Winifred adulte
- 2021 : Fonce, toutou, fonce ! : Mémé

### Jeu vidéo
- 1999 : Tarzan : Tok

### Direction artistique
Isabelle Ganz est également, occasionnellement, directrice artistique de versions françaises.
Téléfilms
- 2004 : Le Parfait amour
- 2005 : Calvin et Tyco
- 2007 : Le Prince et le Pauvre

Séries télévisées
- 2006-2007 : Phénomène Raven (saison 4)
- 2006-2010 : Vie sauvage (saisons 1 à 5)
- 2007-2008 : Cory est dans la place
- 2011-2015 : Jessie
- 2016-2019 : Camp Kikiwaka (avec Marie-Eugénie Maréchal)
- 2018-2019 : Divorce (saisons 2 et 3)
- 2022 : The Dropout (mini-série)